# Myaptex
Myaptex is een vliegengeslacht uit de familie van de roofvliegen (Asilidae).

## Soorten
- M. brachyptera (Philippi, 1865)
- M. hermanni Hull, 1962